# João Gabriel de Carvalho e Mello
João Gabriel de Carvalho e Mello (Uruburetama, 1820 — Seringal Tauariá, Baixo Purús, 08 de fevereiro de 1895) foi um explorador, empreendedor, seringueiro, comendador e primeiro cearense emigrado para o interior do Amazonas. Pioneiro das correntes emigratórias desde as grandes secas de 1845 e 1877 que ocorreram no Ceará. Um dos responsáveis pela origem do nome do estado do Acre.